# Tianya (köpinghuvudort i Kina, Hainan Sheng, lat 18,31, long 109,33)
Tianya är en köpinghuvudort i Kina. Den ligger i provinsen Hainan, i den södra delen av landet, omkring 220 kilometer sydväst om provinshuvudstaden Haikou. Antalet invånare är 34 774. Befolkningen består av 16 581 kvinnor och 18 193 män. Barn under 15 år utgör 24,0 %, vuxna 15-64 år 69 %, och äldre över 65 år 5,0 %.
Närmaste större samhälle är Yacheng, 18,7 km väster om Tianya. 
Genomsnittlig årsnederbörd är 2 032 millimeter. Den regnigaste månaden är juli, med i genomsnitt 343 mm nederbörd, och den torraste är januari, med 15 mm nederbörd.